# HMS Warspite (S103)
Pour les autres navires du même nom, voir HMS Warspite.
Le HMS Warspite (pennant number : S103) est le troisième sous-marin à propulsion nucléaire britannique, et le deuxième (et dernier) de la classe Valiant. Après sa mise en service en 1967, il est entré en collision avec un sous-marin soviétique l’année suivante. Une défaillance mécanique associée au réacteur nucléaire du sous-marin en 1991 a conduit à l’immobilisation du bateau à HMNB Devonport, où il attend d’être éliminé.

## Engagements
Deuxième et dernier sous-marin de classe Valiant, le HMS Warspite a été commandé le 12 décembre 1962 au chantier naval de Vickers-Armstrongs à Barrow-in-Furness. Sa quille a été posée le 10 décembre 1963. Il a été lancé le 25 septembre 1965 par Mary Wilson, l’épouse du Premier ministre britannique de l’époque, Harold Wilson, et il est mis en service le 18 avril 1967.
Il a principalement opéré à partir de HMNB Clyde, à Faslane (l’ancienne base sous-marine sur la Clyde) avec la troisième escadrille de sous-marins.
En octobre 1968, alors qu’il suivait un bateau soviétique identifié comme un sous-marin de classe Echo II, le HMS Warspite est entré en collision avec la poupe et les hélices de ce bateau. Le Warspite a subi des dommages à son gouvernail, mais après avoir fait surface pour inspecter les dommages, il a pu plonger et rentrer au port, puis naviguer vers Barrow pour des réparations appropriées
Le 2 mai 1976, le Warspite était à quai à Liverpool lorsqu’il a subi un incendie dans sa salle des générateurs diesel, ce qui constitue l’un des incidents les plus graves que les sous-marins nucléaires de la Royal Navy aient rencontrés. L’incendie a rempli l’extrémité arrière du sous-marin de fumée dense, ce qui a rendu très difficile pour l’équipage du sous-marin de surveiller l’état du réacteur, et le commandant du Warspite a envisagé de saborder le sous-marin au cas où un accident de réacteur se développerait. L’incendie a finalement été éteint, après 4 heures et demie de lutte, avec l’aide de pompiers civils de la brigade des pompiers de Liverpool. L’officier ingénieur du sous-marin, le capitaine de corvette Tim Cannon, a reçu la Médaille de la bravoure de la Reine pour son rôle dans la lutte contre l’incendie,.
Le Warspite a subi un carénage de deux ans. Celui-ci était sur le point de s’achever au moment où la guerre des Malouines avec l’Argentine a éclaté. Après la fin de la guerre, il a effectué une patrouille autour des îles Falkland et de la côte argentine.
Il a également fait partie d’un documentaire télévisé de la BBC intitulé Submarine.
Le sous-marin a été mis hors service en 1991 en raison d’une défaillance mécanique associée au réacteur. Sa coque et son réacteur sont actuellement stockés à flot au chantier naval de HMNB Devonport, à Plymouth, jusqu’à ce que des installations soient disponibles pour le stockage à long terme de ses composants radioactifs.
Les commandants notables de ce navire comprennent Sandy Woodward. Woodward a ensuite commandé le groupement tactique lors du conflit des Malouines, il est devenu commandant en chef du Naval Home Command et a atteint le grade d’amiral.

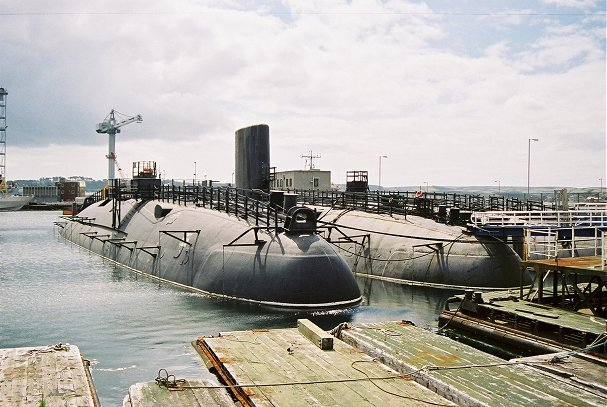
Le Warspite (à gauche) et le (au centre) avec le (à l'arrière-plan) aux Devonport Navy Days, le 26 août 2006.